# Нові Пічингуші
Нові Пічингу́ші (рос. Новые Пичингуши, ерз. Од Пичень гуж) — присілок у складі Єльниківського району Мордовії, Росія. Входить до складу Стародівиченського сільського поселення.
Населення — 258 осіб (2010; 275 у 2002).
Національний склад (станом на 2002 рік):
- мордва — 65 %
- мокшани — 30 %